# Lobogonodes taiwana
Lobogonodes taiwana là một loài bướm đêm trong họ Geometridae.